# Alfred Pasquali
Alfred-Adolphe Pasquali, född 31 oktober 1898 i Istanbul, död 12 juni 1991 i Paris, var en fransk skådespelare och röstskådespelare.
Han var skådespelare inom film och teater men sysslade även med dubbning.
Han var gift med Jeannette Papir från 1961 till sin död 1991.

## Filmografi (i urval)
- 1960 – Kartago i flammor - röst till Paolo Stoppa
- 1961 – Snobs!
- 1962 – C’est pas moi, c’est l’autre
- 1963 – Un drôle de paroissien
- 1963 – Leoparden (film) - röst till Paolo Stoppa
- 1963 – Svärdet i stenen (film) - röst till Merlin
- 1964 – Tintin och de blå apelsinerna - röst till Professor Kalkyl (Félix Fernández)
- 1969 – Solens tempel (film) - röst till Professor Kalkyl
- 1970 – Aristocats - röst till George